# Starożytności Polskie
Starożytności Polskie – dwutomowa, polska encyklopedia historyczna opublikowana w połowie XIX wieku w Poznaniu przez polskiego historyka Jędrzeja Moraczewskiego . Pierwsza encyklopedia historyczna wydana w Polsce.

## Historia
Pełny tytuł encyklopedii brzmiał Starożytności Polskie. Ku wygodzie czytelnika porządkiem abecadłowym zebrane. Dzieło miało charakter pracy zbiorowej i redagowali je polscy historycy: Jędrzej Moraczewski, Emil Kierski, Antoni Popliński, Jan Konstanty Żupański .
Historycy należeli do kręgu lelewelowskiej szkoły historycznej; dedykacja dla Joachima Lelewela umieszczona została na początku pierwszego tomu .
Encyklopedię oparto na pracach polskich historyków: Joachima Lelewela, Juliana Bartoszewicza, Karola Szajnochy, Michała Balińskiego, Antoniego Zygmunta Helcla, Romualda Hubego, Walentego Dutkiewicza, Adolfa Pawińskiego, Franciszka Piekosińskiego, Ulanowskiego, Antoniego Małeckiego, Wojciecha Kętrzyńskiego .

## Wydania
W latach 1842–1852 wydano 2 tomy:
- T.1 - A-Kwietna niedziela, 593 stron, 1842[1] ,
- T.2 - Labach-Żyżymory, 800 stron, 1852[3] .

W 1982 na zamówienie Zjednoczenia Księgarstwa Biblioteka Narodowa w Warszawie udostępniła jeden z zachowanych egzemplarzy dzieła Cieszyńskiej Drukarni Wydawniczej, która wydrukowała reprint wykonany techniką fotooffsetową. Encyklopedię wydały wówczas Wydawnictwa Artystyczne i Filmowe w Warszawie w nakładzie 800 egzemplarzy numerowanych .